# Dorle Rath
Doris "Dorle" Rath (née le 10 mars 1921, morte le 9 juillet 1989) est une chanteuse allemande.

## Biographie
Doris Rath est la fille de Hugo Rath, médecin, et son épouse Veronika. Enfant, elle apprend le piano et le violoncelle puis forme sa voix comme mezzo-soprano ou alto. Elle quitte Hambourg pour Berlin pour être formée à l'Association Lette (de) comme physiothérapeute, mais elle ne peut pas exercer pendant le Troisième Reich à cause de son origine juive. Elle travaille dans la clinique de son père à Ahrensburg.
Son talent vocal est découvert quand elle chante lors d'un mariage en 1946. Elle est engagée comme chanteuse pour le NWDR-Tanzorchesters Hamburg. Mais sa voix va mieux au classique qu'au jazz de Kurt Wege. Après s'être disputé avec Friedrich Meyer, collaborateur de Wege, Rath quitte l'orchestre. En 1949, elle signe avec Polydor qui lui fait faire un succès du schlager avec Barbara, Barbara, fahr’ mit mir nach Afrika de Benny de Weille. En 1953, elle joue dans le film L'Hôtel qui chante de Michael Jary et Große Star-Parade de Paul Martin.
Quand elle se retire de la carrière musicale, elle revient à la médecine et chante dans la chorale de l'église d'Ahrensburg.

## Source de la traduction
- (de) Cet article est partiellement ou en totalité issu de l’article de Wikipédia en allemand intitulé « Dorle Rath » (voir la liste des auteurs).